# Hirsholmene
Hirsholmene este o arie protejată (arie de protecție specială avifaunistică — SPA) din Danemarca întinsă pe o suprafață de 3.697 ha, din care 93 % marine.

## Localizare
Centrul sitului Hirsholmene este situat la coordonatele 57°28′19″N 10°34′02″E / 57.471944°N 10.567222°E.

## Înființare
Situl Hirsholmene a fost declarat arie de protecție specială avifaunistică în mai 1983 pentru a proteja 4 specii de animale.

## Biodiversitate
Situată în ecoregiunile continentală și marină Atlantică, aria protejată nu include niciun habitat protejat.
La baza desemnării sitului se află mai multe specii protejate de  păsări (4): Cepphus grylle, chiră de baltă (Sterna hirundo), Sterna paradisaea, chiră de mare (Sterna sandvicensis).